# ミズタのレシピ!
『ミズタのレシピ!』は、南海放送で2024年4月7日から放送されているバラエティ番組である。略称は「ミズレピ」。

## 概要
和牛のコンビ解散に伴い和牛のA4ランクを召し上がれ！に代わって開始された。
愛媛県伊予市出身の水田信二がゲストを招き、愛媛を楽しむ秘訣を「レシピ」として伝える番組である。なお、アキナとおいでやす小田以外のマンスリーゲストは基本的に1ヶ月間通しで出演している。

## 出演者
- 水田信二（愛媛県伊予市出身）[注釈 2]
- 高野真子（南海放送アナウンサー）[注釈 3]

## 放送リスト
| 2024年 | 2024年     | 2024年                     | 2024年                                          | 2024年                                                                                             | 2024年 | 2024年 |  |
| 放送回 | 初回放送日 | マンスリーゲスト           | 今日のレシピテーマ                              | 行き先                                                                                             | 今日の一句                                                                                                 | 備考 |  |
| ------ | ---------- | -------------------------- | ----------------------------------------------- | -------------------------------------------------------------------------------------------------- | --- | --- |  |
| 1      | 4月7日     | アキナ                     | クイズで楽しく松山観光 媛Q巡り                  | 松前町 ひょこたん池公園（生放送パート） 松山市 松山空港 松山市 松山城                              | 最初から 正解するの やめてよね（水田信二）                                                                 | |  |
| 2      | 4月14日    | アキナ                     | クイズで楽しく松山観光 媛Q巡り                  | 松山市 松山城 松山市 Kei Tea 松山市 KAKUUCHI MUCCA                                                 | 一回目 大事なゲストは 味オンチ（水田信二）                                                                 | |  |
| 3      | 4月21日    | アキナ                     | クイズで楽しく松山観光 媛Q巡り                  | 松山市 労研饅頭たけうち大街道支店 松山市 noma-noma（のま果樹園松山大街道店） 松山市 猫カフェRONRON | あの時に ちゅーるいったら よかったんかな（水田信二）                                                       | |  |
| 4      | 4月28日    | アキナ                     | クイズで楽しく松山観光 媛Q巡り                  | 松山市 TOKAGEYA 松山市 いよてつ髙島屋 大観覧車くるりん                                             | ゴンドラの 中暗すぎて ほぼお蔵（山名文和）                                                                 | |  |
| 5      | 5月5日     | アキナ                     | 子どもにおススメな楽しみ方！                    | 松前町 トンデミ愛媛エミフルMASAKI                                                                  | 七八九 順位発表 も俺やん（秋山賢太）                                                                       | |  |
| 6      | 5月12日    | おいでやす小田             | 南海放送でミズレピアピール                      | 松山市 南海放送本社                                                                                | 小田さんが 貼ったのれんは ずらしていいよ（水田信二）                                                       | |  |
| 7      | 5月19日    | おいでやす小田             | 萱町商店街で昼ごはんレシピ                      | 松山市 喜夢知家 松山市 平野鶏卵 松山市 大鳥鶏肉店オードリー                                        | オードリー なかった時は どうしてた？（おいでやす小田）                                                     | |  |
| 8      | 5月26日    | おいでやす小田             | 松山大学でキャンパスライフ                      | 松山市 松山大学                                                                                    | マーシャルと チアリーダーと ボンジュール（おいでやす小田）                                                 | |  |
| 9      | 6月2日     | おいでやす小田             | 松山大学でキャンパスライフ                      | 松山市 松山大学                                                                                    | 松大の バスケ部ヤジが ひどいかな（おいでやす小田）                                                         | |  |
| 10     | 6月9日     | スーパーマラドーナ         | 武智のルーツ＜聖地巡礼＞                        | 松山市 南海放送本社 松山市 和気浜海岸 松山市 勝岡神社 松山市 焼肉安兵衛                            | 焼き肉屋 肉焼いても 家焼くな（田中一彦）                                                                   | |  |
| 11     | 6月16日    | スーパーマラドーナ         | 愛媛のMなレジャースポット                       | 松山市 えひめこどもの城・とべもりジップライン                                                      | 愛媛には 出るパチンコ屋 多いとさ（水田信二）                                                               | |  |
| 12     | 6月23日    | スーパーマラドーナ         | とべ動物園で遠足を満喫！                        | 砥部町 愛媛県立とべ動物園                                                                          | ささきさん ふれあい広場に いてほしい（水田信二）                                                           | |  |
| 13     | 6月30日    | スーパーマラドーナ         | 武智のルーツ＜聖地巡礼＞                        | 松山市 松山市立北中学校 松山市 そば吉平田店 松山市 Member's Growth                                 | やっぱりね たくぼ先生 目が怖い（武智）                                                                     | |  |
| 14     | 7月7日     | 守谷日和                   | 突撃！専門学校                                  | 松山市 河原学園 河原外語観光・製菓専門学校 声優タレント科                                          | イケボとは イケボーボボーの ことでした（水田信二）                                                         | |  |
| 15     | 7月14日    | 守谷日和                   | スポッチャ 一発勝負                             | 松山市 ラウンドワンスタジアム松山店                                                                | のっけから 2回やるのは よくないね（水田信二）                                                              | |  |
| 16     | 7月21日    | 守谷日和                   | 三津浜探訪                                      | 松山市 三津浜商店街 松山市 那須 松山市 FRANKLIN                                                    | 三津浜の 三津浜焼きを しりました（守谷日和）                                                               | |  |
| 17     | 7月28日    | 守谷日和                   | 三津浜探訪 Part2                                | 松山市 三津の渡し 松山市 La Fuente                                                                 | フラメンコ イーオーレおどれず こりゃめんご（守谷日和）                                                     | |  |
| 18     | 8月4日     | FUJIWARA                   | 愛媛で夏満喫                                    | 松山市 松山空港                                                                                    | ボケすぎて おそらく8割 カットだね（水田信二）                                                              | |  |
| 19     | 8月11日    | FUJIWARA                   | 愛媛で夏満喫〜ビーチで遊んでたのしんじ〜        | 松山市 ほしふるテラス姫が浜                                                                        | 大阪は 10画なの じゅういっか（原西孝幸）                                                                   | 当初は、藤本が締めの一句を詠む予定だったが、『「俳句名人」としてのプライドがある。』と発言したことで原西に変更となった。なお、藤本の締めの一句は翌週に振り替えられた。 |  |
| 20     | 8月18日    | FUJIWARA                   | 愛媛で夏満喫 〜BBQでおいしんじ〜                | 松山市 ほしふるテラス姫が浜 松山市中島 FRIEND8                                                     | バーベキュー 七八九で メロリンQ（藤本敏史）                                                                | |  |
| 21     | 8月25日    | FUJIWARA                   | 愛媛でお座敷遊び                                | 松山市 お茶屋 華ひめ楼                                                                             | 三味線の 奏でる音も 残暑かな（藤本敏史）                                                                   | |  |
| 22     | 9月8日     | レイザーラモンRG           | RGのルーツ〜青春時代〜                          | 八幡浜市 八幡浜市立白浜小学校 八幡浜市 八幡浜市立愛宕中学校                                        | 閉校に なっても愛中 I WANT YOU（レイザーラモンRG）                                                         | |  |
| 23     | 9月15日    | レイザーラモンRG           | RGのルーツ〜青春時代〜高校編                    | 八幡浜市 愛媛県立八幡浜高校 八幡浜市 ロンドン                                                      | ちゃんぽんの 前に食べるな アイス2個（水田信二）                                                            | |  |
| 24     | 9月22日    | レイザーラモンRG           | RGのルーツ〜思い出料理〜                        | 八幡浜市 八幡浜みなっと                                                                            | 八幡浜 市長になったら 八幡ハモ（水田信二）                                                                 | |  |
| 25     | 9月29日    | レイザーラモンRG           | プロレス体験のレシピ                            | 砥部町 愛媛プロレス                                                                                | グンチューコー マーマレードボーイ いいタッグ（レイザーラモンRG）                                           | |  |
| 26     | 10月6日    | ザ・パンチ                 | 道後温泉への道のレシピ                          | 松山市 道後温泉                                                                                    | 水田くん パンチパーマ 気づかれず（パンチ浜崎）                                                             | |  |
| 27     | 10月13日   | ザ・パンチ                 | 〜食欲の秋〜のレシピ                            | 砥部町 エキサイトスーパー田中                                                                      | もうちょっと ねばればタダに なったんじゃ？（水田信二）                                                     | |  |
| 28     | 10月20日   | ザ・パンチ                 | 〜スポーツの秋〜のレシピ                        | 砥部町 パットゴルフ松山コース                                                                      | 今日一日が 仕事なんて 信じれない（ノーパンチ松尾）                                                         | |  |
| 29     | 11月3日    | ザ・パンチ                 | 〜芸術の秋〜のレシピ                            | 砥部町 酒蔵カフェはつゆき 砥部町 砥部町陶芸創作館                                                  | 砥部焼が でかくなりがち なんでだろう（パンチ浜崎）                                                         | |  |
| 30     | 11月17日   | オダウエダ                 | 台湾で恋愛成就のレシピ                          | 台北市 迪化街 台北市 十分老街                                                                      | まーせいぜい 幸せに なりなよね（水田信二）                                                                 | 前番組を含め、初の海外ロケを実施した。 |  |
| 31     | 11月24日   | オダウエダ                 | 台湾ぶらり食べ歩きのレシピ                      | 台北市 饒河街                                                                                      | はい先生 鳥にたよらず 自分です（植田紫帆）                                                                 | |  |
| 32     | 12月１日   | オダウエダ                 | 台湾でキレイになるレシピ                        | 台北市 GRAND HILAI TAIPEI 台北市 大安森林公園 台北市 活泉                                          | いたすぎる いた気持ちがいい いいいいい〜（水田信二、小田結希、植田紫帆）                                   | アジア住みます芸人の「漫才少爺」が「案内人」として出演した。また、この回にのみ同国の若手漫才コンビ「菜冠雙頭」もゲストとして出演。 |  |
| 33     | 12月8日    | オダウエダ                 | 台湾食材でクッキングのレシピ                    | 台北市 濱江市場 台北市 某所クッキングスタジオ                                                      | ぜったいに 小田のレシピには させないよ（水田信二）                                                         | |  |
| 34     | 12月15日   | 森脇良太                   | 森脇選手 労わせてください！のレシピ             | 松山市 愛フィールド梅津寺 松山市 classico                                                          | このあとに みんなの年収 聞くからね（水田信二）                                                             | この回では、ゲストとして松田力も出演。 |  |
| 35     | 12月22日   | 森脇良太                   | クッキングで労わせてください！のレシピ          | 松山市 太陽市 松山市 JA Kitchen Studio                                                             | みずたさん あなたのえがを 太陽だ！！（森脇良太） びっくりだ パクチーパクパク 太陽だ！（もりすけ）          | この回ではアシスタントとして同県住みます芸人で吉本新喜劇座員のもりすけが出演。 |  |
| ー     | 12月29日   | アキナ 守谷日和            | ミズタのレシピ！大忘年会SP2024                  | 松山市 ピポット松山                                                                                | ミズレピは 守谷出したり チームワーク これだけ言うよ みんなありがと（水田信二、アキナ、守谷日和、高野真子） | この回では放送時間を1時間に拡大しOA。今日の一句は、全員の力を合わせて短歌方式で披露された。 |  |
| 2025年 |            |                            |                                                 | | | |  |
| 36     | 1月12日    | こがけん                   | 食べたいものをふるまいたいのレシピ              | 松山市 太陽市 松山市 ラ・ルーチェ                                                                  | 荻山や 忽那福山 栗林（こがけん）                                                                           | |  |
| 37     | 1月19日    | こがけん                   | 料理対決のレシピ                                | 松山市 アボカドラウンジ有田                                                                        | 和ボカドか 和ボガドなのか 和ポカドか（水田信二）                                                           | 「愛媛の料理芸人No.1」を決める対決を行なった。 |  |
| 38     | 1月26日    | こがけん                   | オリジナルソングのレシピ                        | 松山市 音楽スタジオOto-Niwa                                                                        | エンディングに 45分 作曲なめんな（こがけん）                                                               | 「New Sprintのボーカル ゆみてぃさん」ご協力の元、番組エンディングテーマを制作 |  |
| 39     | 2月2日     | バッテリィズ               | 愛媛を堪能できるかな？のレシピ                  | 松山市 道後いなり ゆのや 松山市 愛媛の食卓1970 松山市 みかんの木 松山市 琴の庭                     | われながら よくうかんだよ いなちゃんが（水田信二）                                                         | |  |
| 40     | 2月16日    | バッテリィズ               | 豪速球のレシピ                                  | 松山市 坊ちゃんスタジアム 松山市 ホームランドーム松山店                                            | 速すぎた さすがにちょっと 速すぎた（寺家）                                                                 | |  |
| 41     | 2月23日    | バッテリィズ               | お望みクッキングのレシピ                        | 松山市 松本農園 松山市 朝生田ふれあいセンター                                                      | ヤサイはね いがいとどれも おいしいよ（エース）                                                             | |  |
| 42     | 3月2日     | サバンナ八木               | マッスルへの道のレシピ                          | 松山市 GNALY GYM                                                                                   | 八木さんの ヘルプは全く 意味がない（水田信二）                                                             | #34でキーパー役だった人が代表を務めている建物でのロケ。 |  |
| 43     | 3月9日     | サバンナ八木               | ぞうきんがけレースのレシピ                      | 西予市 宇和米博物館 西予市 ゆるりあん                                                              | あのドアね 本当はね あいてたよ（水田信二）                                                                 | |  |
| 44     | 3月23日    | サバンナ八木               | じゃこ天アレンジのレシピ                        | 宇和島市 安岡蒲鉾                                                                                  | うわじまで じゃこてんたべ るおいしい（八木真澄）                                                           | |  |
| 45     | 3月30日    | サバンナ八木               | 喜佐方小学校で最高の思い出のレシピ              | 宇和島市 喜佐方小学校                                                                              | うわじまの きさがたにはじ めてきたよ（八木真澄） 番組も 学校も喜びも 拡大版（水田信二）                    | 4月で番組が1年を迎えるということで1時間スペシャルとしてOA。 |  |
| 46     | 4月6日     | ネルソンズ                 | 愛媛のもぎたてないい所のレシピ                  | 松山市 市場食堂 ゑびす丸 松山市 焼肉 あんにょん                                                    | 肉たべたい おなかいっぱい? えひめ愛（小川貴弘アナウンサー）                                                | この回ではこの番組の直前に放送している『もぎたてテレビ』とのコラボ放送を実施し、同番組のMCの一人である小川貴弘アナウンサーが案内人として出演した。また、この回よりX上で『ミズタの裏レシピ』という新企画が誕生した。テレビではコーナーのオープニングトークのみを公開する。 |  |
| 47     | 4月13日    | ネルソンズ                 | 道後は道後でも奥道後のレシピ                    | 松山市 奥道後壱湯の守                                                                              | 良い湯だな そんなことより ろうか長（和田まんじゅう）                                                       | |  |
| 48     | 4月20日    | ネルソンズ                 | しじみでクッキングのレシピ                      | 松山市 一里木マルシェ 松山市 某所クッキングスタジオ                                                | ありがとう しじみくれたね フォールパパ（岸健之助）                                                         | ネルソンズのうち、岸以外のメンバーが島根県出身であるということにちなんで、父がしじみ漁師でもある青山フォール勝ちの父親から直送で贈られて来たしじみを使って料理を作成した。また、青山の父親自身がテレビ電話という形で出演した。                                            |  |
| 49     | 4月27日    | ネルソンズ                 | レスリングへの道のレシピ                        | 松山市 某所レスリング道場                                                                          | 強くなろう 心も体も レスリング～（青山フォール勝ち）                                                       | |  |
| 50     | 5月4日     | ななまがり                 | 学生達へ大人のアドバイスのレシピ                | 松山市 愛媛大学                                                                                    | ヨット部に お笑いサークルの子 入るかな（水田信二）                                                         | |  |
| 51     | 5月11日    | ななまがり                 | ミズレピ人情観光マップのレシピ                  | 松山市 大街道 松山市 一進丸 松山市 noma-noma 松山市 クレープカフェ ココ                            | 歩く様 オーシャンズ フォーティー（森下直人）                                                               | |  |
| 52     | 5月18日    | ななまがり                 | すしえもんで楽しむんだもんのレシピ              | 松山市 すしえもん小栗店                                                                            | 湯の温度 大外しして まだ恥ずい（初瀬悠太）                                                                 | 元近鉄バファローズの選手で東京ヤクルトスワローズなどで活躍し、現在は福島レッドホープスの監督を務めている岩村明憲の実の弟である岩村敬士が社長を務める店舗を訪問した。 |  |
| 53     | 5月25日    | ななまがり                 | 玉ねぎでクッキングのレシピ                      | 松山市北条 某畑 松山市北条 某クッキングスタジオ                                                    | 私たち パラレルワールド タマネギ王子と スイカガールです（森下直人＆高野真子）                              | |  |
| 54     | 6月1日     | コロコロチキチキペッパーズ | おさかな館で飼育実習のレシピ                    | 松野町 虹の森公園おさかな館                                                                        | 今日のロケ 西野の見せ場 そんなない（ナダル）                                                               | |  |
| 55     | 6月8日     | コロコロチキチキペッパーズ | 虹の森公園を満喫のレシピ                        | 松野町 虹の森公園おさかな館                                                                        | 楽しさが 山もりもりっと ムキざむらい（西野創人）                                                           | |  |
| 56     | 6月15日    | コロコロチキチキペッパーズ | 大好物でおもてなしのレシピ                      | 宇和島市 道の駅みなとオアシスうわじま きさいや広場                                                 | さむらいか ムキムキなのか？ ムキざむらい（西野創人）                                                       | |  |
| 57     | 6月22日    | 兼光タカシ                 | 大人になって里帰りのレシピ                      | 松山市某所 松山市 瀬戸内海響市場エフマルシェ 松山市 ねいろ屋                                       | おうぎさん 兼光さんの 家返せ（水田信二）                                                                   | 兼光の両親が愛媛出身ということで、母方の松山と父方の西予市三瓶へ里帰りした |  |
| 58     | ６月29日   | 兼光タカシ                 | 大人になって里帰り～三瓶編～のレシピ            | 西予市三瓶某所                                                                                     | なし | 兼光の両親が愛媛出身ということで、母方の松山と父方の西予市三瓶へ里帰りした |  |
| 59     | 7月6日     | 兼光タカシ                 | 大人になって里帰り～三瓶編～のレシピ            | 西予市三瓶 ホテルみかめ本館                                                                        | 鯵飯は 食べてなかった ギョめんなさい（兼光タカシ）                                                         | 兼光の両親が愛媛出身ということで、母方の松山と父方の西予市三瓶へ里帰りした |  |
| 60     | 7月13日    | 兼光タカシ                 | お望みクッキングのレシピ                        | 西予市宇和 道の駅どんぶり館 西予市宇和 某クッキングスタジオ                                        | 愛媛はね 楽しいことが パンパンやね（兼光タカシ）                                                           | |  |
| 61     | 7月20日    | ちょんまげラーメン         | 祝！改名 ちょんまげラーメン応援のレシピ〜前編〜 | 松山市 イスタンブール・テラス                                                                      | なし | |  |
| 62     | 7月27日    | ちょんまげラーメン         | 祝！改名 ちょんまげラーメン応援のレシピ〜後編〜 | 松山市 のっぴんらー麺                                                                              | のっぴんに 来れて幸せ ちょんまげ（ちょんまげラーメンきむ）                                                 | |  |
| 63     | 8月3日     | ちょんまげラーメン         |                                                 | | | |  |
| 64     |            |                            |                                                 | | | |  |

## スタッフ
- ナレーター：江刺伯洋[注釈 9]
- 演出：乗松凌太
- 撮影・音声：大野崇、藤澤英二、山本貴洋、水岡健太、西村一輝、石川翔、佐渡祐樹、窪田英司、高橋明央、山内登美子、碓井菜都稀、村上和彰
- 美術：村上美保
- 協力：武智写真館
- 編集：橘幸平、宮谷勇佑、楠目厚人、後藤利公
- 構成：堀内亮
- ディレクター：村上太一、長野大介、楠目厚人、乗松凌太、後藤利公
- アシスタントプロデューサー：荻山雄一、原田紗季、高野真子
- プロデューサー：松本啓邦、楠目厚人、乗松凌太
- チーフプロデューサー：長野耕、脇本周一
- 制作協力：吉本興業
- 制作著作：南海放送

## 放送局
| 放送地域 | 放送局            | 系列           | 再放送時間                      | 放送時間（JST）                 | ネット状況 | 備考                 |
| -------- | ----------------- | -------------- | ------------------------------- | ------------------------------- | ---------- | -------------------- |
| 愛媛県   | 南海放送（RNB）   | 日本テレビ系列 | 土曜日 0:30 - 0:59 （金曜深夜） | 日曜日 12:55 - 13:25            | 制作局     |                      |
| 広島県   | 広島テレビ（HTV） | 日本テレビ系列 | なし                            | 火曜日 1:29 - 1:59 （月曜深夜） | 遅れネット |                      |
| 全国     | BSよしもと        | BSよしもと     | なし                            | 日曜日 16:00 - 16:30            | 遅れネット | 2024年7月7日放送開始 |

## ネット配信
| 配信元 | 更新日時   | 配信期間 | 備考                 |
| ------ | ---------- | -------- | -------------------- |
| TVer   | 毎週日曜日 | 7日      | 最新回限定で無料配信 |